# Armacia basigera
Armacia basigera är en insektsart som först beskrevs av Walker 1870.  Armacia basigera ingår i släktet Armacia och familjen Ricaniidae. Inga underarter finns listade i Catalogue of Life.